# Judith Jacobs
Judith Jacobs (* 23. Juli 1978) – auch bekannt als Judith Bareiß – ist eine deutsche Schauspielerin.

## Leben
Judith Jacobs erfuhr ihre Schauspielausbildung am Schauspiel München. Sie trat zunächst in Kurzfilmen auf und übernahm mehrere Sprechrollen. So ist sie seit 2005 als Sprecherin der Wettervorhersage beim Axel-Springer-Verlag tätig. Im der MDR-Serie Geschichte Mitteldeutschlands spielte sie in der Folge über Manfred von Ardenne die Rolle von Bettina von Ardenne. 2016 wurde sie in dem Kinofilm Der schwarze Nazi in einer Hauptrolle als Freundin des Protagonisten besetzt.
Sie wohnt in Berlin und ist auch als Sprech- und Auftrittstrainerin für Führungskräfte tätig.

## Filmografie
- 2009: Geschichte Mitteldeutschlands (Folge: Manfred von Ardenne – Der wendige Baron)
- 2011: Zu zweit ist billiger (Kurzfilm)
- 2016: Der schwarze Nazi

## Hörspiele (Auswahl)
- 2020: Antonio Ruiz-Camacho: Denn sie sterben jung (1. Teil) (Trainerin) – Bearbeitung und Regie: Matthias Kapohl (Hörspielbearbeitung – NDR)
- 2020: Sebastian Büttner: Der Putsch – Teil Drei: Kanzlerdämmerung (Franka Holtbrink) – Regie: Matthias Kapohl (Original-Hörspiel – Sebastian Büttner; Auftragsproduktion von: Westdeutscher Rundfunk Köln)

Quelle: ARD-Hörspieldatenbank